# أنثراسيكلين
الأنثراسيكلينات (بالإنجليزية: Anthracyclines)‏ هي فئة من الأدوية المستخدمة في العلاج الكيميائي للسرطان تُستخرج من بكتيريا المتسلسلة. تُستخدم هذه المركبات لعلاج العديد من السرطانات، بما فيها ابيضاض الدم، واللمفوما، وكل من سرطان الثدي، والمعدة، والرحم، والمبيض، والمثانة، والرئة. كان الداونوروبيسين (الاسم التجاري داونوميسين) هو أول أنثراسيكلين مكتشف، وتُنتجه المتسلسلة النادرة بشكل طبيعي، وهي نوع من البكتيريا الشعاوية. من الناحية السريرية، فإن أكثر الأنثراسيكلينات أهميةً هي الدوكسوروبيسين، والداونوروبيسين، والإيبيروبيسين، والإيداروبيسين.
تُعد الأنثراسيكلينات من بين أكثر العلاجات المُطورة المضادة للسرطان فعاليةً على الإطلاق، وهي فعالة ضد أنواع من السرطان أكثر من أي فئة أخرى من عوامل العلاج الكيميائي. التسمم القلبي هو تأثيرها الضار الرئيسي، ويحد بشكل كبير من فائدتها. ثبت أيضًا أن استخدام الأنثراسيكلينات مرتبط بشكل كبير بقلة العدلات الدورية 1 الشديدة أو حمى نقص العدلات. تتضمن الآثار الضارة الأخرى التقيؤ.
تعمل الأدوية بشكل رئيسي من خلال إقحامها في الحمض النووي، والتدخل في استقلاب الدنا وإنتاج الرنا. تُعزى السمية الخلوية بشكل أساسي إلى تثبيط التوبوإيزوميراز الثاني بعد أن يحرض الإنزيم حدوث قطع في الدنا، ويمنع إعادة الربط، ويؤدي إلى موت الخلايا. البنية الأساسية للأنثراسيكلينات هي بنية جزيء رباعي الحلقات مع ركيزة أنثراكينون مرتبطة بجزء سكري عبر رابطة غليكوزيدية. عندما تدخل الخلية، تُقحم البنية رباعية الحلقات بين الأزواج القاعدية للدنا بينما يتموضع السكر داخل الثلم الصغير ويتفاعل مع الأزواج القاعدية المجاورة.

## التاريخ
الداونوروبيسين هو دواء مصطبغ أحمر اكتُشف في أوائل ستينيات القرن العشرين. عُزل من سلالة المتسلسلة النادرة على يد دي ماركو وزملائه في العمل، الذين عملوا لصالح مختبرات فارميتاليا للأبحاث في إيطاليا، والذين أطلقوا عليه اسم داونوميسين. في نفس الوقت تقريبًا، اكتشف دوبوست وزملاؤه في فرنسا المركب وأطلقوا عليه اسم روبيدومايسين. اعتُمد الداونوروبيسين اسمًا عالميًا. لوحظت في البداية فعاليته ضد أورام الفئران، ثم وُجد في التجارب السريرية أنه فعال ضد ابيضاض الدم واللمفوما.
عُزل الدوكسوروبيسين من نوع متحور من المتسلسلة النادرة (النوع سيزيوس). ولا يختلف عن الداونوروبيسين إلا بإضافة مجموعة هيدروكسيل في موقع الكربون 14. يغير هذا التعديل فعالية الدواء بشكل كبير ما يجعله فعالًا للغاية في علاج مجموعة واسعة من الأورام الصلبة وابيضاض الدم واللمفوما. وهو المعيار الذي يجري على أساسه الحكم على الأنثراسيكلينات الجديدة.
كانت أول الأنثراسيكلينات ناجحة جدًا لدرجة إنتاج الآلاف من مشابهاتها في محاولات للعثور على مركبات ذات تطبيقات علاجية محسنة. اعتُمد الإيبيروبيسين والإيداروبيسين فقط للاستخدام العالمي. تماثل فعالية الإيبيروبيسين فعالية الإيداروبيسين، ولكنه يقلل من الآثار الجانبية السامة للقلب. الإيداروبيسين هو شكل مختلف من الداونوروبيسين منحل في الدسم ويتوفر حيويًا عند الإعطاء عن طريق الفم.
ركزت عدة مجموعات من الباحثين على تصميم المركبات التي احتفظت بحامل اللون العطري متعدد الحلقات من الأنثراسيكلين (لدعم الإقحام في الحمض النووي) والاستعاضة عن ثمالات السكر بسلاسل جانبية بسيطة. أدى هذا إلى التعرف على الميتوكسانترون الذي يُصنف على أنه مركب أنثراكينوني ويُستخدم في الطب السريري لتدبير مختلف أنواع السرطان. ثبت أن المشابهات ثنائية السكاريد تحتفظ بفعالية مضادة للسرطان، وتُجرى المزيد من الاستقصاءات بخصوص آلية عملها.
على الرغم من مرور 50 عامًا على اكتشاف الأنثراسيكلين، وعلى الرغم من التقدم الأخير في تطوير العلاجات المستهدفة للسرطانات، يُعالج نحو 32% من مرضى سرطان الثدي، و57-70% من مرضى اللمفوما المسنين، و50-60% من مرضى سرطان الطفولة بالأنثراسيكلين. تستفيد بعض السرطانات من الأنظمة المستندة إلى العلاج المساعد بالأنثراسيكلين، من ضمنها سرطانات الثدي ثلاثية السلبية التي لا تستجيب بشكل جيد للعلاجات المستهدِفة بسبب نقص المستقبلات المتاحة التي يمكن استهدافها. بالمقارنة مع مرضى سرطان الثدي غير ثلاثي السلبية، أظهر مرضى سرطان الثدي ثلاثي السلبية معدل استجابة أفضل ومعدل استجابة باثولوجية أعلى عند استخدام الأنثراسيكلين، وهو مؤشر يُستخدم للتنبؤ بتحسن النتائج على المدى الطويل.

### التجارب السريرية
تبقى الأنثراسيكلينات جزءًا من أكثر عوامل العلاج الكيميائية استخدامًا على نطاق واسع، ولكن إمكاناتها محدودة بسبب سميتها التي تحدد جرعتها. تُجرى حاليًا العديد من الدراسات بخصوص البحث عن أنثراسيكلينات ذات فعالية أفضل لمكافحة الأورام أو ذات آثار جانبية محدودة باستخدام أنظمة مختلفة لإيصال الأدوية مستندة إلى تقنية النانو.

## آلية العمل
دُرس الأنثراسيكلين على نطاق واسع نظرًا إلى تفاعله مع المكونات الخلوية وتأثيرها في العمليات الخلوية. تضمن ذلك دراسات على الخلايا المستزرعة وعلى الأجهزة الحيوانية بأكملها. وُثّق عدد هائل من التفاعلات بين الأدوية والخلايا في الأدبيات العلمية، وهي تختلف فيما بينها بالخلايا المستهدفة وجرعة الدواء والوسائط الدوائية المُنتجة. بسبب إمكانية مراقبة آليات العمل الصنعية، فإن الآليات التالية التي تحدث عند التراكيز الدوائية ذات الصلة سريريًا هي الأكثر أهمية.

### الإقحام في الحمض النووي
تُمتص الأنثراسيكلينات بسهولة من قبل الخلايا وتتمركز في النواة. يملك الجزء الحامل للون وظيفة الإقحام ويندخل بين الزوج القاعدي المجاور من الدنا. تثبط مهمة الإقحام تخليقَ الدنا والرنا في الخلايا شديدة التكاثر، وبالتالي تمنع عمليتَي النسخ والتضاعف.

### سم التوبوإيزوميراز الثاني
هذه الآلية هي الآلية الأكثر قبولًا لشرح عمل الأنثراسيكلينات لأن السمية المتواسطة بالتوبوإيزوميراز الثاني واضحة في تراكيز الدواء ذات الصلة سريريًا. التوبوإيزوميراز الثاني هو إنزيم يخلق فواصل مؤقتة في الدنا ثنائي الطاق (دي إس دنا) ويعيد لصقها بعد تنفيذ التواء لف الدنا الفائق. تُقحَم الأنثراسيكلينات في الحمض النووي، وتشكل معقدًا ثلاثيًا ثابتًا أنثراسيكلين–دنا–التوبوإيزوميراز الثاني، ما يؤدي إلى «تسمم» الإنزيم وإعاقة إعادة وصل فواصل الدنا ثنائي الطاق. يعزز تلف الدنا المتواسط بالتوبوإيزوميراز الثاني لاحقًا وقفَ النمو، ويطلق آلية إصلاح الحمض النووي. عندما تفشل عملية الإصلاح، تبتدئ الأعطابُ الموتَ الخلوي المبرمج.

## التداخلات الدوائية الضارة
قد تكون التداخلات الدوائية مع الأنثراسيكلينات معقدة، وقد تكون ناتجة عن تأثيرات الأنثراسيكلين، أو آثاره الجانبية، أو استقلابه. قد تقلل الأدوية التي تثبط السيتوكروم بّي 450 أو غيره من المؤكسدات من تصفية الأنثراسيكلينات، فتطيل عمرها النصفي في الدورة الدموية ما قد يزيد السمية القلبية والآثار الجانبية الأخرى. لأنها تعمل كمضادات حيوية، قد تقلل الأنثراسيكلينات فعالية العلاجات بالمستنبتات الحية مثل العلاج بعُصية كالميت غِيران لسرطان المثانة. ولأنها تعمل ككابتات للنقي، قد تقلل الأنثراسيكلينات فعالية اللقاحات عن طريق تثبيط جهاز المناعة.
إن العديد من التداخلات ذات أهمية سريرية خاصة. مع أن الديكسرازوكسان قد يُستخدم للتخفيف من السمية القلبية أو الضرر التسربي للأنثراسيكلينات، فقد يقلل أيضًا من فعاليتها، وتفيد التوصيات بعدم البدء بالديكسرازوكسان عقب العلاج الأولي بالأنثراسيكلين. قد يزيد التراستوزوماب (جسم ضدي موجه لمستقبلات إتش إي آر 2 يُستخدم لعلاج سرطان الثدي) السمية القلبية للأنثراسيكلينات رغم إمكانية تقليل التداخل عبر تطبيق فاصل زمني بين إعطاء الأنثراسيكلين والتراستوزوماب. قد تخفض التاكسانات (باستثناء دوسيتاكسل) استقلاب الأنثراسيكلين، ما يزيد تراكيزه في المصل، وتفيد التوصيات ببدء العلاج بالأنثراسيكلينات إن كان العلاج المركب مع التاكسينات مطلوبًا.